# Mecistocephalus flaviceps
Mecistocephalus flaviceps är en mångfotingart som beskrevs av Carl Graf Attems 1953. Mecistocephalus flaviceps ingår i släktet Mecistocephalus och familjen storhuvudjordkrypare.
Artens utbredningsområde är Laos. Inga underarter finns listade i Catalogue of Life.